# Responsión hospitalario
Los responsiones eran una contribución realizada por las encomiendas sanjuanistas para el sostenimiento de las actividades comunes de la Orden de San Juan de Jerusalén realizadas en sus empresas en Oriente.

## Descripción
En Tierra Santa, los responsiones permitieron a la Orden mantener el hospital en Jerusalén o en Acre así como a todos los hermanos de la Orden pero también proporcionar todos los medios para las operaciones militares.
Enviaban al Común Tesoro que estaba situado en la sede central de la Orden, sucesivamente en Palestina, Rodas y Malta. Uno de los miembros del Convento estaba encargado del Tesoro y era quien cobraba estas sumas a cada priorato, que a la vez también tenían un tesorero encargado de reunir las cantidades y enviarlas al Convento.
En febrero de 1409, Filiberto de Naillac partió de Rodas hacia Europa, donde defendió incansablemente la causa de la Orden y negoció entre las cortes de Roma y Aviñón en defensa de Rodas y la cristiandad oriental. En junio de 1409, aseguró la protección del Concilio de Pisa, que destituyó a los papas Benedicto XIII y Gregorio XII y eligió a Alejandro V pero la asamblea no logró restablecer el orden dentro de la Iglesia.
Sin embargo, Filiberto de Naillac encargó al prior de Rodas, Gaultier de Grassy, y al gran mariscal de la Orden, Luce de Valines, una misión diplomática a las cortes de Europa para anunciar la elección de Alejandro V, a cambio de la cual dictaminó una bula que había publicado en toda la cristiandad mediante la cual el único gran maestre de la Orden era Filiberto de Naillac.
Fue en Niza, en los primeros días de abril, luego en Aix-en-Provence, donde reunió el capítulo general de la Orden, el 19 de abril de 1410. Bajo la presidencia de Jacques Tivelly, prior de Auvernia, Raymond Lescure, prior de Toulouse y gran comendador de la Orden, y Filippo de Langueglia, prior de Lombardía, se abordaron allí problemas fundamentales: regla, disciplina, finanzas (en el difícil contexto de momento, las encomiendas y prioratos solo enviaban responsiones a Rodas de manera irregular), así como las relaciones de la Orden con el papado. Naillac entonces se esforzaría por convencer a los papas sucesivos y rivales de la necesidad de no intervenir más en los asuntos de la Orden, nombrando a sus respectivos fieles a la cabeza de las encomiendas o prioratos.
El cobro y la llegada de estas aportaciones a la sede central siempre fue un problema, sobre todo porque los monarcas intentaban evitar que estas sumas salieran de su país, también porque los propios hospitalarios preferían quedárselas para realizar trabajos propios. El Gran maestre Filiberto de Naillac (1396-1421) se esforzó en lograr que ese dinero llegara regularmente al Convento y no tener que pasar penurias económicas.